# Emil Lindholm
Emil Lindholm (Helsinki, Finlandia, 19 de julio de 1996) es un piloto de rally finlandés que actualmente compite en el WRC 2 a bordo de un Škoda Fabia RS Rally2.

## Trayectoria
Emil Lindholm debutó en el Campeonato Mundial de Rally en el Rally de Polonia de 2017 corriendo en el Campeonato Mundial de Rally Junior. En Polonia, Lindholm ganó dos etapas en el JWRC, terminandó el rally en la octava posición en su categoría. Emil Lindholm fue nombrado "Futura estrella de los rallyes de Finlandia" por el AKK Sports, el brazo promocional de la federación de Automovilismo de Finlandia ganando una participación en el Rally de Finlandia. En Finlandia, Lindholm abandonó debido a una salida de carretera ocurrida en la antepenúltima etapa.
En 2018, Lindholm solo disputó una ronda mundialista en la temporada: en un Škoda Fabia R5 del Printsport Oy corrió en su prueba de casa en Finlandia en la categoría WRC-2. Finalizó la prueba en la cuadragésima posición en la general y en la undécima posición en el WRC-2.
En 2019, Lindholm disputó con un Volkswagen Polo GTI R5 del equipo Printsport en el Campeonato de Finlandia de Rally y en eventos seleccionados del Campeonato Mundial de Rally. Su programa mundialista especificaba que disputaria los rallyes de Suecia y Finlandia, y dependiendo de los resultados disputaria más rallyes. Lindholm terminó segundo en el Rally de Suecia y séptimo en Finlandia, esto le abrió la posibilidad de disputar el Rally Cataluña. En Cataluña, Lindholm volvió a cuajar otra gran actuación al terminar segundo en tierras catalanas.
En 2020, Lindholm disputó el Rally de Suecia en un Škoda Fabia Rally2 evo. En la prueba sueca, Lindholm terminó en la segunda posición, quedando a solo 5 segndos del ganador de la prueba, Jari Huttunen. Además disputó el Rally Monza con el Eurosol Racing Team Hungary haciendo equipo con el noruego Andreas Mikkelsen. En Italia, Lindholm terminó en la cuarta posición, mientras que Mikkelsen ganó la prueba.
En 2021, Lindholm disputó un programa completo en el WRC-3 en un Škoda Fabia Rally2 evo gestionado por el Toksport WRT. La temporada de Lindholm fue marcada por altos y bajos: consiguió su primera victoria mundialista en el Rally de Finlandia del WRC-3, además de dos podios en Croacia y Acrópolis. Esas buenas fueron opacadas por los accidentes en el Rally del Ártico y el Rally de Estonia y el abandono por problemas mecánicos en el Rally de Cerdeña. Al registrarse y participar en siete rallyes, Emil Lindholm no podía disputar más pruebas del mundial, por esa razón en el Rally de Cataluña se registró como copiloto y Reeta Hämäläinen, su copiloto fue registrada como piloto. Su rendimiento en Cataluña fue muy bueno ganó siete etapas, consigguiendo la victoria por 28.5 segundos. La victoria fue a parar a manos de Reeta Hämäläinen quien se convirtió en la primera mujer ganadora de una prueba del WRC-3.
En 2022, Lindholm volvió al WRC-2 con uno de los Škoda Fabia Rally2 evo de la segunda estructura del Toksport WRT, el Toksport WRT 2.

## Victorias

### Victorias en el WRC-2
| # | Rally                          | Temp. | Copiloto         | Automóvil              |
| - | ------------------------------ | ----- | ---------------- | ---------------------- |
| 1 | 71th Secto Rally Finland       | 2022  | Reeta Hämäläinen | Škoda Fabia Rally2 evo |
| 2 | 66. EKO Acropolis Rally Greece | 2022  | Reeta Hämäläinen | Škoda Fabia Rally2 evo |

### Victorias en el WRC-3
| # | Rally                    | Temp. | Copiloto         | Automóvil              |
| - | ------------------------ | ----- | ---------------- | ---------------------- |
| 1 | 70th Secto Rally Finland | 2021  | Reeta Hämäläinen | Škoda Fabia Rally2 evo |

## Resultados

### Campeonato Mundial de Rally
| Año  | Equipo                      | Automóvil              | 1   | 2       | 3      | 4      | 5       | 6       | 7       | 8       | 9       | 10     | 11      | 12      | 13     | 14    | Pos. | Puntos |
| ---- | --------------------------- | ---------------------- | --- | ------- | ------ | ------ | ------- | ------- | ------- | ------- | ------- | ------ | ------- | ------- | ------ | ----- | ---- | ------ |
| 2017 | Emil Lindholm               | Ford Fiesta R2T        | MON | SWE     | MEX    | FRA    | ARG     | POR     | ITA     | POL 35  | FIN Ret | GER    | ESP     | GBR     | AUS    |       | NC   | 0      |
| 2018 | Printsport Oy               | Škoda Fabia R5         | MON | SWE     | MEX    | FRA    | ARG     | POR     | ITA     | FIN 40  | GER     | TUR    | GBR     | ESP     | AUS    |       | NC   | 0      |
| 2019 | Emil Lindholm               | VW Polo GTI R5         | MON | SWE 12  | MEX    | FRA    | ARG     | CHL     | POR     | ITA     | FIN 43  | GER    | TUR     | GBR     | ESP 13 | AUS C | NC   | 0      |
| 2020 | Emil Lindholm               | Škoda Fabia Rally2 evo | MON | SWE 11  | MEX    | EST    | TUR     | ITA     |         |         |         |        |         |         |        |       | NC   | 0      |
| 2020 | Eurosol Racing Team Hungary | Škoda Fabia Rally2 evo |     |         |        |        |         |         | MNZ 11  |         |         |        |         |         |        |       | NC   | 0      |
| 2021 | Emil Lindholm               | Škoda Fabia Rally2 evo | MON | ART Ret | CRO 13 | POR 27 | ITA Ret | SAF     | EST Ret | BEL     | GRE 14  | FIN 10 | ESP 12  | MNZ     |        |       | 32.º | 1      |
| 2022 | Toksport WRT 2              | Škoda Fabia Rally2 evo | MON | SWE 32  | CRO 9  | POR    | ITA     | SAF     | EST 10  | FIN 8   | BEL     | GRE 7  | NZL     | ESP 14  |        |       | 15.º | 16     |
| 2022 | Toksport WRT                | Škoda Fabia Rally2 evo |     |         |        |        |         |         |         |         |         |        |         |         | JPN 9  |       | 15.º | 16     |
| 2023 | Toksport WRT                | Škoda Fabia RS Rally2  | MON | SWE 16  |        | CRO 11 | POR     | ITA Ret | SAF     |         |         |        |         |         |        |       | 21.º | 6      |
| 2023 | Toksport WRT 2              | Škoda Fabia Rally2 evo |     |         | MEX 7  |        |         |         |         |         |         |        |         |         |        |       | 21.º | 6      |
| 2023 | Hyundai Motorsport N        | Hyundai i20 N Rally2   |     |         |        |        |         |         |         | EST 11  | FIN 20  | GRE    | CHL Ret | EUR Ret | JPN    |       | 21.º | 6      |
| 2024 | Emil Lindholm               | Hyundai i20 N Rally2   | MON | SWE 12  | SAF    | CRO 18 | POR     | ITA 46  | POL     | LAT Ret | FIN 55  | GRE    | CHL     | EUR     | JPN    |       | NC   | 0      |
| 2025 | Toksport WRT                | Škoda Fabia RS Rally2  | MON | SWE     | SAF    | ESP 14 | POR     | ITA     | GRE     | EST     | FIN     | PAR    | CHL     | EUR     | JPN    | SAU   | NC   | 0      |

- * Temporada en curso.

### WRC-2
| Año  | Equipo               | Automóvil              | 1   | 2      | 3     | 4     | 5   | 6      | 7     | 8       | 9      | 10    | 11      | 12      | 13    | 14    | Pos.  | Puntos |
| ---- | -------------------- | ---------------------- | --- | ------ | ----- | ----- | --- | ------ | ----- | ------- | ------ | ----- | ------- | ------- | ----- | ----- | ----- | ------ |
| 2018 | Printsport Oy        | Škoda Fabia R5         | MON | SWE    | MEX   | FRA   | ARG | POR    | ITA   | FIN 11  | GER    | TUR   | GBR     | ESP     | AUS   |       | NC    | 0      |
| 2019 | Emil Lindholm        | VW Polo GTI R5         | MON | SWE 2  | MEX   | FRA   | ARG | CHL    | POR   | ITA     | FIN 7  | GER   | TUR     | GBR     | ESP 2 | AUS C | 10.º  | 42     |
| 2022 | Toksport WRT 2       | Škoda Fabia Rally2 evo | MON | SWE 14 | CRO 3 | POR   | ITA | SAF    | EST 3 | FIN 1   | BEL    | GRE 1 | NZL     | ESP 4   |       |       | 1.º   | 116    |
| 2022 | Toksport WRT         | Škoda Fabia Rally2 evo |     |        |       |       |     |        |       |         |        |       |         |         | JPN 3 |       | 1.º   | 116    |
| 2023 | Toksport WRT         | Škoda Fabia RS Rally2  | MON | SWE 7  |       | CRO 3 | POR | ITA    | SAF   |         |        |       |         |         |       |       | 9.º   | 62     |
| 2023 | Toksport WRT 2       | Škoda Fabia Rally2 evo |     |        | MEX 2 |       |     |        |       |         |        |       |         |         |       |       | 9.º   | 62     |
| 2023 | Hyundai Motorsport N | Hyundai i20 N Rally2   |     |        |       |       |     |        |       | EST 3   | FIN 13 | GRE   | CHL Ret | EUR Ret | JPN   |       | 9.º   | 62     |
| 2024 | Emil Lindholm        | Hyundai i20 N Rally2   | MON | SWE 7  | SAF   | CRO 8 | POR | ITA 24 | POL   | LAT Ret | FIN 20 | GRE   | CHL     | EUR     | JPN   |       | 29.º  | 10     |
| 2025 | Toksport WRT         | Škoda Fabia RS Rally2  | MON | SWE    | SAF   | ESP 6 | POR | ITA    | GRE   | EST     | FIN    | PAR   | CHL     | EUR     | JPN   | SAU   | 19.º* | 8*     |

- * Temporada en curso.

### WRC-3
| Año  | Equipo                      | Automóvil              | 1   | 2       | 3     | 4      | 5       | 6   | 7       | 8      | 9       | 10    | 11  | 12  | 13  | Pos. | Puntos |
| ---- | --------------------------- | ---------------------- | --- | ------- | ----- | ------ | ------- | --- | ------- | ------ | ------- | ----- | --- | --- | --- | ---- | ------ |
| 2017 | Emil Lindholm               | Ford Fiesta R2T        | MON | SWE     | MEX   | FRA    | ARG     | POR | ITA     | POL 10 | FIN Ret | GER   | ESP | GBR | AUS | 16.º | 1      |
| 2020 | Emil Lindholm               | Škoda Fabia Rally2 evo | MON | SWE 2   | MEX   | EST    | TUR     | ITA |         |        |         |       |     |     |     | 5.º  | 30     |
| 2020 | Eurosol Racing Team Hungary | Škoda Fabia Rally2 evo |     |         |       |        |         |     | MNZ 4   |        |         |       |     |     |     | 5.º  | 30     |
| 2021 | Emil Lindholm               | Škoda Fabia Rally2 evo | MON | ART Ret | CRO 2 | POR 10 | ITA Ret | SAF | EST Ret | BEL    | GRE 3   | FIN 1 | ESP | MNZ |     | 3.º  | 73     |